# Sentina

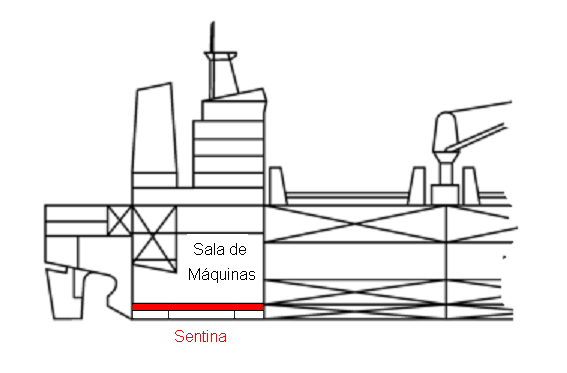
Diagrama de la sentina de màquines.

La sentina o cala és la part inferior del casc d'una embarcació, la part més baixa de la sala de màquines, just per sobre del doble fons. I és el lloc on es recullen diversos desguassos i infiltracions. A més de l'aigua de mar que s'infiltra a través del casc, en aquesta zona hi ha rastres de tot tipus de líquid embarcat des de les cobertes, o bé generat per les diverses activitats del vaixell: petites pèrdues en canonades, juntes, bombes que puguin vessar-se en aquest espai a conseqüència del funcionament normal, combustibles, lubricants, condensació d'aire condicionat, aigua residual procedent del rentat de motors i ponts, etc.
A causa de la seva funció, de la sentina en general emana una olor desagradable, i la mala ventilació per la seva ubicació al vaixell i l'acumulació d'humitat poden fer necessària una desinfecció per ozonització.
Les aigües de sentines són purificades mitjançant separadors de matèria oliosa i bombades a l'exterior en alta mar; queden a bord els productes contaminants, coneguts amb el nom d'slop, els quals són retirats a port per al seu tractament i eliminació.
Els cellers de càrrega també tenen un pouet de sentines construït a popa de l'espai per sota del nivell del pla de cellers per tal de recol·lectar l'aigua de condensació que es genera a l'interior dels vaixells per la diferència de temperatures entre l'atmosfera exterior i la interior.